# Прошунин, Николай Эммануилович
Николай Эммануилович Прошунин (1907—1980) — советский государственный и политический деятель, председатель Ставропольского краевого исполнительного комитета.

## Биография
Родился в 1907 году. Член ВКП(б) с 1940 года.
С 1940 года — на общественной и политической работе. С 1940 г. работал в Орджоникидзевском краевом комитете ВКП(б).
С началом Великой Отечественной войны призван в ряды Красной Армии. Занимал ряд командных должностей, в том числе командира отдельного пулемётного батальона 160-й стрелковой дивизии, командира 270-го, а затем 273-го гвардейских стрелковых полков 89-й гвардейской стрелковой дивизии, подполковник. Неоднократно ранен в боях.
После войны до 1959 г. работал в Ставропольском краевом комитете ВКП(б), председатель Исполнительного комитета Ставропольского краевого Совета, министр хлебопродуктов РСФСР, затем — на дипломатической работе.
Избирался депутатом Верховного Совета РСФСР 3-го и 5-го созывов, Верховного Совета СССР 4-го созыва.

## Награды
Почётный гражданин города Белгорода решением исполкома городского Совета депутатов трудящихся от 1 августа 1963 года № 821-а «за проявленное 5 августа 1943 года мужество и героизм в боях с немецко-фашистскими захватчиками при освобождении города Белгорода».
Умер в 1980 году.